# أسنان النمر
أسنان النمر، بالفرنسية Les Dents du tigre، رواية بوليسية من تأليف موريس لوبلان وظهرت فيها شخصية أرسين لوبين، نشرت لأول مجزأة في جريدة Le Journal، قبل أن يعاد نشرها كاملة في كتاب واحد سنة 1921.
كتب موريس لوبلان هذه الرواية قبل الحرب العالمية الأولى بعدة سنوات، ويبدو أنه كتبها مباشرة بعد رواية (813) التي انتهت بموت أرسين لوبين "الافتراضي" إلا أن نشر الرواية تأخر عدة سنوات لسبب غير مفهوم، فصدرت ترجمتها الإنكليزية في أمريكا عام 1914 عن دار النشر الأمريكية Doubleday (في 21 فصلاً)، ولم ينشر أصلها الفرنسي في فرنسا إلا بعد ست سنوات، حيث نشرت متسلسلة في مجلة Le Journal في الفترة من 32 أغسطس إلى 31 أكتوبر ۱۹۲۰.

## تاريخ النشر
كتب موريس لوبلان هذه الرواية قبل اندلاع الحرب العالمية الأولى في عام 1914. وقد ظهرت ترجمتها الإنجليزية لأول مرة في العام نفسه، عبر دار النشر الأمريكية دوبليداي. أما النسخة الأصلية المكتوبة باللغة الفرنسية، فقد نُشرت على شكل حلقات مسلسلة في مجلة Le Journal خلال الفترة الممتدة من 31 أغسطس إلى 31 أكتوبر عام 1920.
في يونيو عام 1921، تم إصدار الرواية في المكتبات بواسطة دار النشر بيير لافيت في جزأين منفصلين:
1. الجزء الأول حمل عنوان "دون لويس بيرينا" Don Luis Perenna
2. الجزء الثاني بعنوان "سر فلورنسا" Le Secret de Florence

لاحقاً، تم جمع الجزأين في عمل واحد تحت العنوان الشهير "أسنان النمر Les Dents du tigre". وفي النسخة الأولى من الرواية، يظهر أن أرسين لوبين قرر التقاعد في نهاية هذه المغامرة.
تتناول الرواية صراعاً محبوكاً بدقة بين أرسين لوبين، الذي يتقمص شخصية دون لويس بيرينا، وعدو غامض يتميز بالدهاء والخداع، يعمل من وراء الكواليس ولا يظهر بشكل مباشر. يستخدم هذا الخصم ضحاياه كأدوات لتنفيذ مخططاته، بهدف الاستيلاء على إرث ضخم تصل قيمته إلى 200 مليون. يجسد هذا العمل أسلوب لوبلان المميز في تقديم الألغاز المعقدة والمغامرات الشيقة، إلى جانب تصويره لشخصية لوبين بعبقريته وأخلاقه الفريدة، حتى وهو يواجه خصماً لا يرحم.

## معلومات عامة حول الرواية
من الناحية الزمنية، تأتي أحداث رواية "أسنان النمر" كامتداد لرواية "813"، حيث كان أرسين لوبين قد اختفى قبل اندلاع الحرب العالمية الأولى، مختبئًا في صفوف الفيلق الأجنبي الفرنسي بعد محاولتين فاشلتين للانتحار. في تلك الفترة، كان الجميع يعتقد أن لوبين قد توفي. إلا أنه يظهر مجددًا بعد انتهاء الحرب، متخفياً تحت هوية جديدة باسم دون لويس بيرينا.
تُعد الرواية جزءًا من سلسلة الأعمال التي تُبرز جانبًا مختلفًا من شخصية لوبين، حيث لم يعد يُصور كالسيد المتفوق الذي لا يُهزم دائمًا أمام خصومه، بل كإنسان له نقاط ضعفه. هذا التغير يضفي على شخصيته عمقًا إنسانيًا ويجعل قوته وإرادته أكثر إلهامًا وإثارة للإعجاب، مما يعزز من أبعاد شخصيته ويمنحها بُعدًا أكثر واقعية.
تمثل هذا الرواية النهاية لفصل مهم من مغامرات أرسين لوبين تحت هويته المستعارة دون لويس بيرينا، والتي تلت أحداث 813. بعد سلسلة من الروايات الشهيرة مثل المثلث الذهبي وجزيرة الثلاثين تابوتا، تأتي هذه القصة لتختتم هذا الفصل من حياته بمشهد يعكس زواجه وتقاعده المحتمل.
تُعتبر الرواية ذروة في التسلسل السردي الطويل الذي بدأ مع "اللص النبيل"، واستمر عبر "لوبين ضد هولمز" و813، لينتهي بـ"ثلاثية دون لويس".
بعد "أسنان النمر"، تحوّل موريس لوبلان إلى استكشاف الفترات السابقة من حياة لوبين، مثل شبابه في رواية "الكونتيسة دي كاليوسترو"، أو روايات تناولت فصولًا غير مروية من مغامراته، مثل "دقات الساعة الثامنة" و"الآنسة ذات العيون الخضراء". أما بالنسبة لاستكمال مغامرات لوبين بعد هذه الرواية، فقد انتظر القراء فترة طويلة حتى ظهرت في أعمال لوبلان الأخيرة، مثل "فيكتور، من فرقة الآداب".

## الترجمة العربية
- أسنان النمر، دار النجمة للنشر والتوزيع، ٢٠٢٤.
- ترجمة الرواية للعربية ونشرتها دار ميوزيك للنشر بجزئين: أسنان النمر والميراث المشؤوم.[3][4]

## روابط خارجية
باللغة الفرنسية
- نص الرواية كاملا على ويكي مصدر.
- الرواية على شكل كتاب مسموع.